# Ricardo Alegría

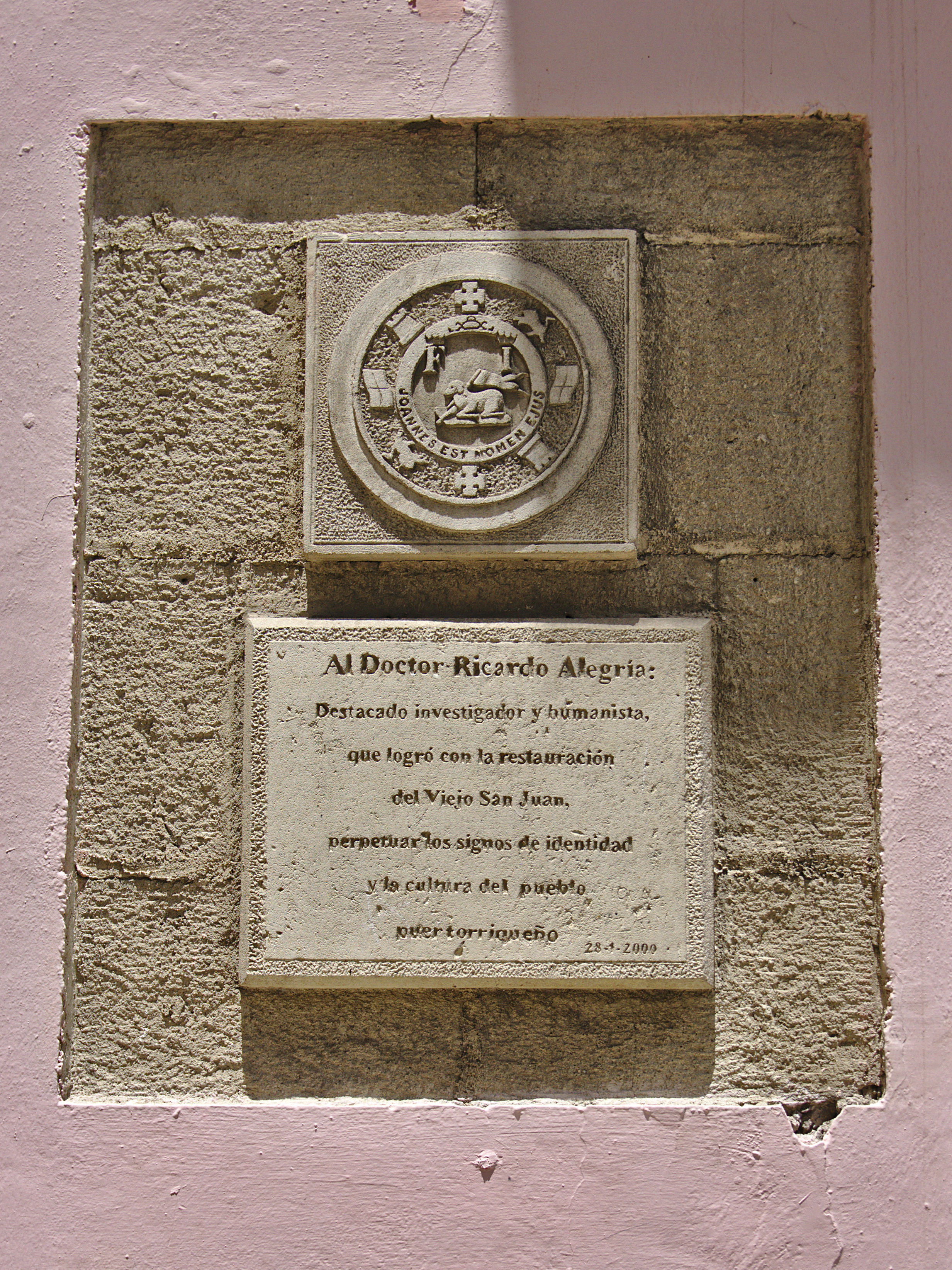
Placa conmemorativa de Ricardo Alegría en La Habana, Cuba.

Ricardo E. Alegría (San Juan, 14 de abril de 1921 — San Juan (Puerto Rico), 10 de julio de 2011) fue un prestigioso arqueólogo e historiador puertorriqueño.
Fue el primer director del Instituto de Cultura Puertorriqueña. También se desempeñó como Director del Centro de Estudios Avanzados de Puerto Rico y el Caribe. Fue un antropólogo, arqueólogo, historiador, promotor, educador y defensor de la cultura puertorriqueña. Falleció a los 90 años de edad por complicaciones múltiples relacionados con sus problemas cardiovasculares. Por su constante interés por el legado arqueológico de los primeros pobladores de la isla antillana le fueron otorgados muchos premios y distinciones.

## Estudios
Su padre fue el periodista, abogado, político y cofundador del Partido Nacionalista José S. Alegría. Hizo sus estudios primarios y secundarios en las escuelas del Viejo San Juan. Mientras estudiaba su bachillerato en la Universidad de Puerto Rico (U.P.R.) en 1942,formó junto a Yamil Galib el primer Consejo de Estudiantes de la institución y creó la fraternidad Alpha Beta Chi para acabar con el prejuicio racial que tenían las otras. Además de su bachillerato en Antropología cuenta con una maestría de la Universidad de Chicago en Antropología e Historia en 1947 y un doctorado en Antropología de la Universidad de Harvard en 1954. Además tiene un certificado en museografía del Museo de Historia Natural de Chicago.

## Su aportación a la historia
Más que un historiador y un arqueólogo, don Ricardo Alegría es uno de los grandes responsables de la conservación del patrimonio cultural que los puertorriqueños tanto atesoran hoy. 
Revivió costumbres nativas, llevó a nivel didáctico expresiones que hasta entonces se consideraban folclóricas, amplió el panorama artesanal y logró revalorizar la importancia de edificaciones coloniales y monumentos del País. Toda la zona histórica de municipios como San Juan y Ponce permanece intacta y funcional gracias a su trabajo. Durante su niñez, don Ricardo conoció a muchas de las figuras importantes de la política y la literatura puertorriqueña como don Pedro Albizu Campos.  Y Antonio S. Pedreira. 
Bajo su iniciativa nace la revista "Caribe". Escribió sus primeros artículos en el "Puerto Rico Ilustrado" en donde conoció al escritor Miguel Meléndez Muñoz y a la poetisa Julia de Burgos. Para don Ricardo la fundación junto al Lic. Ernesto Ramos Antonini y la organización del Instituto de Cultura marca el momento más satisfactorio de su carrera.  
Cuando en 1955 se creó el Instituto de Cultura Puertorriqueña, tal acción fue muy criticada por algunos sectores. Un profesor estadounidense de historia, Danel Borstein, escribió un artículo negando la existencia de una cultura puertorriqueña. La junta de directores del recién creado instituto nombró a Alegría como su director, quien mereció el más sólido respaldo de los grandes escritores, artistas e intelectuales de entonces. Por su excelente labor al mando del Instituto de Cultura, muchos pudieron darse cuenta de que en efecto Puerto Rico sí tiene cultura. Mientras dirigía dicho instituto, realizó una ingente labor creando museos, festivales típicos, revivió el cuatro puertorriqueño que estaba casi olvidado, organizó centros culturales en los pueblos, rescató y puso a la disposición del pueblo el Centro Ceremonial indígena en Utuado, entre otros. En fin, Ricardo E. Alegría revivió un sinnúmero de costumbres nativas que hasta ese entonces solo se consideraban folclóricas. También logró ampliar el panorama artesanal y revitalizar la importancia de edificaciones coloniales y monumentos en Puerto Rico. Las zonas históricas de municipios puertorriqueños como San Juan y Ponce permanecen intactas gracias a su labor. En honor a su inmensa aportación a la cultura puertorriqueña, el Departamento de Educación dedicó al Dr. Ricardo E. Alegría La Fiesta Nacional del Idioma Español (22 al 28 de abril de 2007. Además, en 1990 fue nombrado Humanista del Año por la Fundación Puertorriqueña de las Humanidades. www.fphpr.org

## Publicaciones
Entre sus numerosas aportaciones se encuentran: 
- La población aborigen antillana y su relación con otras áreas de América (1948)
- Historia de nuestros indios (1950)
- Mi primer libro de Puerto Rico
- La Fiesta de Santiago Apóstol en Loíza Aldea (1954)
- Cuentos folclóricos de Puerto Rico (1967)
- La vida de Cristo según el santero E. Florencio Cabán
- Los renegados.
- Cacicazgo entre los aborígenes de las Indias Occidentales (1947)
- Descubrimiento, conquista y colonización de Puerto Rico, 1493-1599. (1969)
- El fuerte de San Gerónimo de Boquerón
- Juan Garrido, primer negro conquistador

Diversas revistas especializadas del país y del exterior, principalmente en Estados Unidos, México y Cuba, han publicado sus artículos sobre arqueología y folclore de Puerto Rico. Dirigió el programa para la conservación y restauración de los monumentos y zonas históricas de Puerto Rico. 
Entre los monumentos restaurados bajo su dirección se encuentran el Centro ceremonial de los Indios de Utuado, las Ruinas de Caparra y el Castillo de San Jerónimo. Es miembro corresponsal de la Academia Mexicana de la Historia.